# Fiction
Fiction je osmi studijski album Dark Tranquillityja, švedskog sastava melodičnog death metala. Objavljen je 24. travnja 2007. Posljednji je album skupine s basistom Michaelom Nicklassonom, koji ju je napustio u kolovozu 2008. godine. Također je posljednji uradak grupe snimljen u Studiju Fredman.

## Pozadina
Album označava povratak nekoliko stvari. "Inside the Particle Storm" prva je pjesma od "Tongues" s albuma The Mind's I čiji je autor teksta Niklas Sundin. Na pjesmi "Misery's Crown" Mikael Stanne izvodi čiste vokale, što je prvi put od pjesme "In Sight" na ponovnom izdanju albuma Haven. Na pjesmi "The Mundane and the Magic" pojavila se Nell Sigland, pjevačica sastava Theatre of Tragedy – to je prvi put od albuma Projector da se na uratku Dark Tranqullityja pojavio gostujući glazbenik. Za pjesme "Misery's Crown" i  "Focus Shift" snimljeni su spotovi. 

## Recenzije
Fiction je dobio uglavnom pozitivne kritike. Album je nazvan "još jednim vrijednim dodatkom impresivnoj diskografiji Dark Tranquillityja". Također je napomenuto da je album po glazbenom stilu sličan albumu Character.

## Popis pjesama
Tekstovi: Mikael Stanne (osim pjesmi "Inside the Particle Storm" kojej autor teksta je Niklas Sundin). 
| 1.    | »Nothing to No One«                    | Martin Henriksson, Sundin                             | 4:10 |
| 2.    | »The Lesser Faith«                     | Henriksson, Sundin, Michael Nicklasson, Anders Jivarp | 4:37 |
| 3.    | »Terminus (Where Death Is Most Alive)« | Henriksson, Sundin                                    | 4:24 |
| 4.    | »Blind at Heart«                       | Henriksson, Martin Brändström, Jivarp                 | 4:21 |
| 5.    | »Icipher«                              | Henriksson, Brändström, Jivarp                        | 4:39 |
| 6.    | »Inside the Particle Storm«            | Sundin                                                | 5:29 |
| 7.    | »Empty Me«                             | Henriksson                                            | 4:59 |
| 8.    | »Misery's Crown«                       | Henriksson, Sundin, Brändström, Jivarp                | 4:14 |
| 9.    | »Focus Shift«                          | Henriksson                                            | 3:36 |
| 10.   | »The Mundane and the Magic«            | Henriksson, Jivarp                                    | 5:17 |
| 45:46 |                                        |                                                       |      |

| Dodatna pjesma na japonskom izdanju | Dodatna pjesma na japonskom izdanju | Dodatna pjesma na japonskom izdanju | Dodatna pjesma na japonskom izdanju | Dodatna pjesma na japonskom izdanju | Dodatna pjesma na japonskom izdanju | Dodatna pjesma na japonskom izdanju | Dodatna pjesma na japonskom izdanju | Dodatna pjesma na japonskom izdanju | Dodatna pjesma na japonskom izdanju |
| Br.                                 | Skladba                             | Skladatelj                          | Trajanje                            |                                     |                                     |                                     |                                     |                                     |                                     |
| ----------------------------------- | ----------------------------------- | ----------------------------------- | ----------------------------------- | ----------------------------------- | ----------------------------------- | ----------------------------------- | ----------------------------------- | ----------------------------------- | ----------------------------------- |
| 11.                                 | »A Closer End«                      | Jivarp, Sundin, Henriksson          | 4:10                                |                                     |                                     |                                     |                                     |                                     |                                     |
| 49:56                               |                                     |                                     |                                     |                                     |                                     |                                     |                                     |                                     |                                     |

| Dodatna pjesma na australijskom izdanju | Dodatna pjesma na australijskom izdanju    | Dodatna pjesma na australijskom izdanju | Dodatna pjesma na australijskom izdanju | Dodatna pjesma na australijskom izdanju | Dodatna pjesma na australijskom izdanju | Dodatna pjesma na australijskom izdanju | Dodatna pjesma na australijskom izdanju | Dodatna pjesma na australijskom izdanju | Dodatna pjesma na australijskom izdanju |
| Br.                                     | Skladba                                    | Trajanje                                |                                         |                                         |                                         |                                         |                                         |                                         |                                         |
| --------------------------------------- | ------------------------------------------ | --------------------------------------- | --------------------------------------- | --------------------------------------- | --------------------------------------- | --------------------------------------- | --------------------------------------- | --------------------------------------- | --------------------------------------- |
| 11.                                     | »Winter Triangle« (instrumentalna skladba) | 2:18                                    |                                         |                                         |                                         |                                         |                                         |                                         |                                         |
| 48:04                                   |                                            |                                         |                                         |                                         |                                         |                                         |                                         |                                         |                                         |

## Zasluge
| Dark Tranquillity - Mikael Stanne – vokal - Martin Henriksson – gitara - Niklas Sundin – gitara, grafički dizajn, dizajn - Michael Nicklasson – bas-gitara - Martin Brändström – elektronika - Anders Jivarp – bubnjevi | Dodatni glazbenici - Nell Sigland – vokal (pjesma 10.) Ostalo osoblje - Tue Madsen – miks - Marcus Bergman – fotografije - Ola Johansson – fotografije - Karim Hatoum – fotografije |